# 소베츠크 (키로프주)

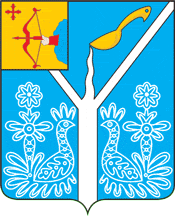
시 문장

소베츠크(러시아어: Сове́тск)는 러시아 키로프주에 위치한 도시로, 인구는 18,167명(2002년 기준)이다. 1594년 쿠카르카(Кука́рка)라고 하는 슬로보다가 건설되었고 1918년 도시형 촌락으로 승격되었다. 1937년 시로 승격되면서 지금과 같은 이름으로 변경되었다.
소비에트 연방의 외무장관을 지낸 뱌체슬라프 몰로토프가 태어난 곳이기도 하다.